# Léon Fusier
Pour les articles homonymes, voir Fusier.
Léon Fusier (1851-1901) est un artiste lyrique, imitateur et illusionniste français.

## Biographie
Léon Fusier naît le 4 août 1851 à Amiens.
Il débute sur scène à l'Eldorado en 1872, puis se produit au Théâtre du Palais-Royal, au Théâtre des Variétés, au Théâtre Robert-Houdin, aux Théâtre des Menus-Plaisirs, aux Folies Bergère, au Concert parisien, aux Fantaisies Oller…
Léon Fusier a renouvelé l'art de la « chapeaugraphie », hérité de Tabarin et qu'il transmit à Félicien Trewey,.
Il a fait partie du club des Hydropathes.
Il meurt le 4 mars 1901  de la tuberculose au sanatorium de Falkenstein.
Il était le père de Jeanne Fusier-Gir, d'Isabelle Fusier qui épousa Max Dearly et de Berthe Fusier, toutes trois artistes.

## Théâtre
- Une avant-scène, pièce d'Ernest Blum, théâtre du Palais-Royal, 1876[11]
- Les Chefs d'orchestre, parole et musique d'Émile Gouget, 1877. Léon Fusier y imite Jules Pasdeloup, Littolff, Jean-Baptiste Arban, Olivier Métra[12],[13]
- Pêle-mêle gazette, revue en 4 actes et 7 tableaux, avec Blondeau et Monréal, 1885[14]
- Au clair de la lune, revue en quatre actes et huit tableaux de Hector Monréal, Henri Blondeau et Georges Grisier, 1884 [lire en ligne]
- Paris en général, revue en 4 actes, Paris, Théâtre des Folies dramatiques, première représentation : 23 décembre 1886, texte d'Henri Blondeau, Hector Monréal, Georges Grisier ; avec Mademoiselle Decroza, Léon Fusier, Charles-Alexandre Guyon lire en ligne sur Gallica

## Critiques
- « Fusier est en train de plonger toute la côte normande dans des océans de stupéfaction et d'hilarité, d'où elle ne pourra se tirer qu’assez tard dans l'hiver. Indigènes normands, baigneurs, artistes, touristes, se pressent comme de vulgaires sardines à l'huile, dans les casinos et théâtres locaux, pour entendre l'ami Fusier et couvrir sous les applaudissements le bruit des vagues qui déferlent. Jeudi, Fusier était avec sa vaillante petite troupe au Casino de Honneur. L'enthousiasme du public a, dans cette soirée, frisé la frénésie. Tout le monde a eu sa large part de bravos. Quant à Fusier, il a été comme toujours absolument prodigieux, surtout en imitant mieux que nature tous les bruits possibles, depuis le cor du tramway jusqu'au violoncelle de Nathan[note 2], depuis le bourdonnement de la mouche jusqu'à l'explosion de la rue Béranger[note 3]. »[15]
- « Fusier, qu'on pourrait appeler l'acteur Protée, peut imiter tous les artistes, comme il peut, sans efforts, faire sortir de sa bouche les sons de tous les instruments. »[16]
- « Accompagné de quelques artistes choisis, l'inimitable comique du Palais-Royal, Fusier, est venu nous donner, vendredi dernier, un échantillon de son talent. Désopilant en diable, Fusier a le don de l’imitation. Passant en revue les principaux comédiens des premiers théâtres de Paris, il a reproduit les gestes, la démarche et même le son de voix de chacun d’eux. »[17]
- « Il s’était fait une réputation par son habileté à imiter les personnalités théâtrales en vue et par la souplesse avec laquelle il se transformait. On peut dire qu’il a été le précurseur de Fregoli. »[18]